# 水戸市男性殺害事件・宇都宮男女4人死傷事件
水戸市男性殺害事件・宇都宮男女4人死傷事件(みとしだんせいさつがいじけん・うつのみやだんじょよにんししょうじけん)とは、暴力団組長の男が起こした茨城県水戸市での殺人事件、栃木県宇都宮市での強盗致死・強盗殺人未遂事件。

## 概要
暴力団組長の男Gは、組員との紛議において逆恨みで男性1人を殺害し、その後紛議収拾名目で金銭を要求する目的で男女4人を監禁し、監禁中にうち1人を死に至らせ(殺意はなし)た。続けて他の3人を殺害するしかないと考え4人を監禁していた被害者宅に放火したがうち1人が消火したためこれは失敗した。裁判では裁判官は、「非情の限り」「常人の理解を超えた冷酷さ」と被告人Gを厳しく非難した。2007年、最高裁判所において主犯Gの死刑が確定。

## 水戸市男性殺害事件

### 事件に至るまで
暴力団の組長であった男Gは、組員との間でトラブルを起こしていて、知人である茨城県常陸太田市の人材あっせん業の男性・甲(当時33歳)にトラブルの解決を求めた。
しかし、Gは甲の態度から、自分が利用されているものと考えて立腹した。そこで、2000年7月30日未明に、稲川会系の暴力団組員であった男Aと共謀し、真相を白状させるために甲を乗用車に逮捕監禁した。しかし、Gは、甲が自らの非を認めないと思ったことから更に憤激し、甲を殺害することを決意した。

### 被害者男性甲を殺害
甲を殺害することを決意したGはAに指示し、2人は甲を監禁してから約1時間後、甲の両手両足を縛ったまま茨城県水戸市下大野町の橋上から約15メートル下の那珂川に甲を投げ込み、甲を那珂川で溺死させて殺害した。
甲は那珂川に突き落とされた後、太平洋の沖合まで流されて1週間近く漂流し、遺体は魚に一部を噛まれ無惨な姿で発見された。

## 宇都宮男女4人死傷事件

### 事件に至るまで
甲の遺体が那珂川及び太平洋の沖合を漂流してなかなか見つからない中、Gは栃木県宇都宮市の元自動車販売業の知人男性・丙(当時37)が不義理を働いたと憤っていて、それと同時に前述のトラブルの収拾名目で金品を要求して取得することを計画した。
そこでGは水戸市の事件から約3週間後の2000年8月20日の夜、Gは前記A及び男B・男C・男D・男Eと共謀して宇都宮市内にある丙のマンションに侵入し、丙及び一緒にいた男性・丁(当時37歳)、宇都宮市の飲食店店員の女性・乙(当時24歳)、乙を送っていた女性・戊(当時31歳)の4人をそのマンションで監禁した。

### 被害者女性乙が死亡
4人を監禁後すぐに、マンションの室内において、金品を付け狙うGの主導の下、G・A・B・C・D・Eの6人は、乙・丙・丁・戊の4人全員に拳銃を突きつけた上、高濃度の覚醒剤水溶液を注射した。
その後、すぐに乙が覚醒剤による急性薬物中毒により死亡した。

### 残りの被害者丙・丁・戊を殺害未遂
前記の通り乙がGらの予想外とはいえ死亡したことから、Gは残りの丙・丁・戊を殺害するしかないと決意。Gの主導の下、G・A・B・C・D・Eの6人が共謀し、殺意をもって、Cをして丙・丁・戊の手足を縛り、3人の身体各部に灯油を浴びせて3人及びマンションに火を放った上、3人の身体をハサミで突き刺した。その後、被害者3人のうち2人から金品や乗用車などを奪ってGら6人は逃走。
ところが、被害者丙は、自力で緊縛を解き、その後建物全体を消火することに成功した。このため、丙・丁・戊は当然ながら重傷を負うも、死亡を免れた。

## 刑事裁判

### 宇都宮市の事件のみに関わった共犯者らの裁判
宇都宮市の事件のみに関わったとして強盗致死罪・強盗殺人未遂罪などで起訴されたB・C・D・Eの裁判は、宇都宮地方裁判所で開かれた。
検察は、BとCに無期懲役、Dに懲役15年、Eに懲役12年をそれぞれ求刑した。
宇都宮地方裁判所は、2003年2月25日にBに懲役15年(求刑・無期懲役)、その2日後の2月27日にはCに懲役15年(求刑・無期懲役)、Dに懲役12年(求刑・懲役15年)、Eに懲役10年(求刑・懲役12年)を、それぞれ言い渡した。いずれも控訴せず確定と思われる。

### 水戸市と宇都宮市の両事件に関わった被告の裁判
GとAは水戸市と宇都宮市の両方の事件の犯人として殺人罪・強盗致死罪・強盗殺人未遂罪などで起訴されたが、こちらもやはり裁判は宇都宮地方裁判所で開かれた。
検察は、両事件ともGが首謀者であるとして、Gに死刑、Aに無期懲役を求刑した。Gの弁護人は、乙が死亡した事件については「強盗致死罪ではなく、傷害致死罪を適用すべきだ」と主張。
宇都宮地方裁判所(飯渕進裁判長)は2003年2月24日、検察側の主張をほぼ全面的に認め、Gに求刑通り死刑判決を言い渡した。判決では、乙死亡事件についての「傷害致死罪にとどまる」との弁護人の主張を排斥し、乙死亡事件について「事件に巻き込まれて非業の死を遂げており、尊い命を永遠に閉ざされた苦痛や無念さは察するにあまりある」と述べ、また甲殺害事件については「甲は被告によって深夜の大河に投げ落とされ、太平洋の沖合まで流されて1週間近く漂流し、魚に一部をかまれた変わり果てた姿で発見された。男性の苦痛や無念は、いかばかりかと思われる」と指摘した。そして「わずか3週間に連続して死者1人ずつを出し、G被告の罪は余りに重大。極刑をもって臨むのはやむを得ない」と述べた。
また、その翌日の2月25日、Aには無期懲役(求刑・無期懲役)が言い渡された。Aは控訴せず無期懲役が確定。
Gは量刑不当及び事実誤認を訴え、死刑判決を不服として東京高等裁判所に控訴した。しかし、2004年7月6日、東京高等裁判所(山田利夫裁判長)はGの控訴を棄却し、死刑判決を支持した。判決理由で山田裁判長は「非情の限りを尽くした悪らつな犯行で、被告の冷酷さは常人の理解を超えている。被害者への凶悪な行為を主導的に重ねており、首謀者として刑事責任は重大だ」と指摘した。「当時、覚醒剤の影響で心神耗弱状態だった」とする弁護側の主張は「動機などの被告の供述は理解可能で、責任能力に問題はなかった」として退け、「凶悪な犯行を重ねた被告を極刑とするのはやむを得ない」と結論づけた。
Gは死刑判決の破棄を求め、最高裁判所に上告した。口頭弁論で、弁護側は「被告は反省と後悔の念から、余罪をすべて捜査機関に告白した」と主張。「新たに起訴された事件には上告事件の共犯者がかかわっている。一、二審判決はこれを考慮しておらず、新たな証拠調べの必要がある」と指摘。「死刑が確定すれば、いつ執行されるか分からず、他の事件が闇に葬られる」と述べ、一審への審理差し戻しを求めた。また弁護側は「覚せい剤の影響による心神耗弱状態だった」として死刑回避を求めた。検察側は「自己中心的で短絡的な暴力団特有の犯行。被告人の責任能力を認めたのも正当。極刑はやむを得ない」と上告棄却を求めた。
2007年9月28日、最高裁判所(津野修裁判長)は一審・二審の死刑判決を支持し、Gの上告を棄却する判決を言い渡した。判決で津野裁判長は「5人の被害者のうち2人の生命を奪い、3人に重傷を負わせたという結果は重大」「犯行は冷酷、非情。遺族の処罰感情は厳しく、社会に与えた影響も大きい」と述べた。その上で、「1人の死亡は確定的殺意に基づくものではないことなど、被告人のために酌むべき事情を十分に考慮しても、被告人の罪責は重大で、死刑を是認せざるを得ない」とした。
上告が棄却されたことにより、Gの死刑が確定した。現在、Gは死刑囚として東京拘置所に収監されている。